# AZIN2
AZIN2 (англ. Antizyme inhibitor 2) – білок, який кодується однойменним геном, розташованим у людей на короткому плечі 1-ї хромосоми. Довжина поліпептидного ланцюга білка становить 460 амінокислот, а молекулярна маса — 49 980.
| 10         |  | 20         |  | 30         |  | 40         |  | 50         |
| ---------- |  | ---------- |  | ---------- |  | ---------- |  | ---------- |
| MAGYLSESDF |  | VMVEEGFSTR |  | DLLKELTLGA |  | SQATTDEVAA |  | FFVADLGAIV |
| RKHFCFLKCL |  | PRVRPFYAVK |  | CNSSPGVLKV |  | LAQLGLGFSC |  | ANKAEMELVQ |
| HIGIPASKII |  | CANPCKQIAQ |  | IKYAAKHGIQ |  | LLSFDNEMEL |  | AKVVKSHPSA |
| KMVLCIATDD |  | SHSLSCLSLK |  | FGVSLKSCRH |  | LLENAKKHHV |  | EVVGVSFHIG |
| SGCPDPQAYA |  | QSIADARLVF |  | EMGTELGHKM |  | HVLDLGGGFP |  | GTEGAKVRFE |
| EIASVINSAL |  | DLYFPEGCGV |  | DIFAELGRYY |  | VTSAFTVAVS |  | IIAKKEVLLD |
| QPGREEENGS |  | TSKTIVYHLD |  | EGVYGIFNSV |  | LFDNICPTPI |  | LQKKPSTEQP |
| LYSSSLWGPA |  | VDGCDCVAEG |  | LWLPQLHVGD |  | WLVFDNMGAY |  | TVGMGSPFWG |
| TQACHITYAM |  | SRVAWEALRR |  | QLMAAEQEDD |  | VEGVCKPLSC |  | GWEITDTLCV |
| GPVFTPASIM |  |            |  |            |  |            |  |            |

A: Аланін

C: Цистеїн

D: Аспарагінова кислота

E: Глутамінова кислота

F: Фенілаланін

G: Гліцин

H: Гістидин

I: Ізолейцин

K: Лізин

L: Лейцин

M: Метіонін

N: Аспарагін

P: Пролін

Q: Глутамін

R: Аргінін

S: Серин

T: Треонін

V: Валін

W: Триптофан

Задіяний у таких біологічних процесах як транспорт, поліморфізм, альтернативний сплайсинг. 
Білок має сайт для зв'язування з піридоксаль-фосфатом. 
Локалізований у цитоплазмі, ядрі, мембрані, клітинних відростках, цитоплазматичних везикулах, апараті гольджі.